# アカウアリンカ足跡

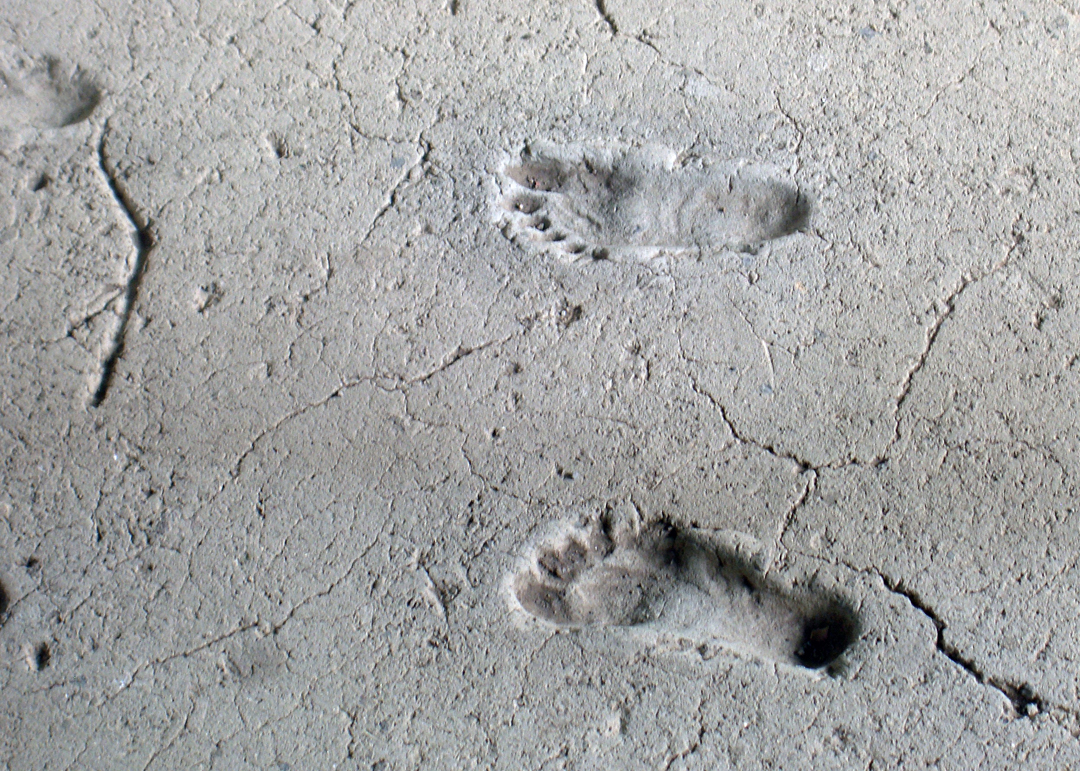
アカウアリンカ足跡

アカウアリンカ足跡（スペイン語:Huellas de Acahualinca、英語:Footprints of Acahualinca） は、ニカラグアの首都マナグアにある人類の足跡の生痕化石である。アカウアリンカ地区はマナグア湖南岸のほど近くの荒れ地に位置し、この地域はかつて"El Cauce"（河床）と呼ばれていた。この遺跡はパレオ・インディアンが火山灰と泥の上に残した足跡の化石で、約6000年前、最大で15人ほどの集団が通過してまもなく固化した。20メートルほどの足跡が残っている。アカウアリンカの足跡は、マナグアに残る人類の足跡化石として、また有史以前の人類の記録として最も古いものである。
人々は火山の噴火から走って避難したとしばしば報告されているが、アカウアリンカの足跡の一歩間の距離は歩いている際の足取りを示している。いくつかの動物の足跡化石も残されているが、動物の足跡は人類の足跡と交差しており、従ってこれらの動物は人類と連れだって移動したのではない。

## 足跡の科学的分析
足跡は、1874年、建設労働者によって偶然発見された。1884年に、アメリカ人の医師で考古資料の収集家であったアール・フリントが、国際的な科学コミュニティとメディアにアカウアリンカ足跡を紹介した。
ワシントンD.C.のカーネギー研究所は1941年から1942年にかけて最初の科学的な分析と発掘を行い、博物館と遺跡を保護するための建物を建設した。
1960年代から1970年代まで、ホアキン・マティーリョ、アラン・Ｌ・ブライアン、ホルヘ・エスピノーサらによって研究が続けられた。カナダのアルバータ大学からやってきたアラン・Ｌ・ブライアンは、足跡直下の砂地から放射性炭素年代測定によって5945年前（測定誤差±145年）のものであると年代を定めた。 1978年、ニカラグアの研究者であるホルヘ・エスピノーサは、カーネギー研究所による最初の発掘の終点近くからさらに発掘を続け、深さ4メートルの地点からさらなる足跡を発見した。 足跡はそこからさらに続いていると考えられている。
足跡の標本は、ハーバード大学ピーボディー博物館や、スミソニアン博物館で見ることができる。

## アカウアリンカ足跡博物館
アカウアリンカ足跡博物館（Museo Sitio Huellas de Acahualinca）は、アカウアリンカ近郊、マナグアの西部にある。1980年代にスウェーデンの協力によって建設された。 この博物館では足跡に加えて、ニカラグアの様々な場所から発掘された陶器、マンモスの足跡、先コロンブス期の道具、レオン・ビエホで発見された頭蓋骨といったその他の考古学的な資料の小規模な収集品を展示している。

## 日本による支援事業
1997年、6ヶ月の期間で、国際交流基金によって東京大学教養学部文化人類学研究室の長谷川悦夫がニカラグア国立博物館に派遣され、遺跡の修復と保存を指導した。 1998年、日本のODAの文化無償資金協力でニカラグア国立博物館に考古学機材が供与され、草の根無償資金協力でアカウアリンカ足跡博物館の整備支援がなされた。 同1998年より、遺跡発掘作業に青年海外協力隊員が派遣された。